# عایشه بورا
عایشه بورا (انگلیسی: Ayşe Buğra؛ زادهٔ ۱ ژانویهٔ ۱۹۵۱) اقتصاددان، و تاریخ‌نگار اهل ترکیه و از دانش‌آموختگان دانشگاه مک‌گیل و کالج رابرت است. در حال حاضر استاد اقتصاد سیاسی در انستیتوی تاریخ مدرن ترکیه و آتشیک و بنیانگذار انجمن سیاست‌های اجتماعی دانشگاه بوشازیچی در استانبول است. وی دریافت کننده جایزه TWAS در علوم اجتماعی است

## زندگی
پس از فارغ‌التحصیلی از کالج رابرت استانبول، تحصیلات خود را در دانشگاه بوگازیچی ادامه داد. بوورا با داشتن دکترای اقتصاد از دانشگاه مک گیل، کانادا، در مورد تاریخ و روش‌شناسی اقتصاد، اقتصاد توسعه و سیاست مقایسهای اجتماعی تحقیق می کرد.